# Stefan Scheffold

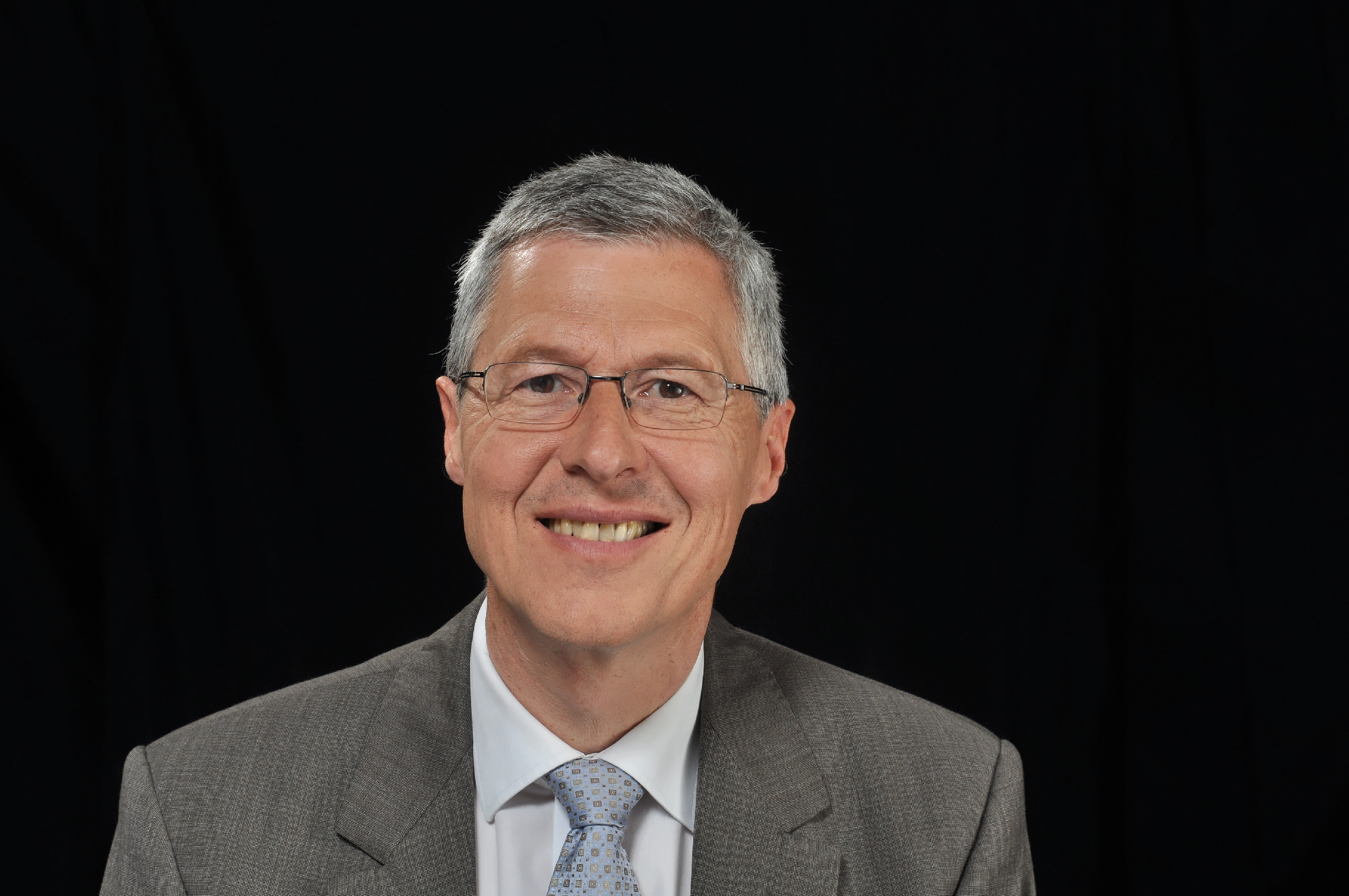
Stefan Scheffold 2013

Stefan Scheffold (* 30. November 1959 in Stuttgart) ist ein deutscher Politiker (CDU). Von 1996 bis 2021 war er Abgeordneter im Landtag von Baden-Württemberg und von 2010 bis 2011 Staatssekretär im Finanzministerium des Landes Baden-Württemberg.

## Leben und Beruf
Schefold studierte nach dem Abitur in Schwäbisch Gmünd Rechtswissenschaften in Tübingen und Lausanne. In Tübingen wurde er aktives Mitglied der katholischen Studentenverbindung KStV Alamannia. 1989 bestand er die zweite juristische Staatsprüfung. Anschließend war er als Jurist in einer Wirtschaftsprüfungsgesellschaft und bei der ZF AG tätig. 1992 wurde er dort promoviert. Er ist seitdem als Rechtsanwalt in Schwäbisch Gmünd niedergelassen. Scheffold ist verheiratet und hat drei Kinder. Er ist der Sohn des ehemaligen Gmünder Oberbürgermeisters Hansludwig Scheffold. Scheffold ist katholischer Konfession.

## Politik
Scheffold war von 1993 bis 1997 Vorsitzender des CDU-Ortsverbands in Bettringen. Von 1994 bis 1999 gehörte er dem Gemeinderat von Schwäbisch Gmünd und von 1999 bis 2010 dem Kreistag des Ostalbkreises an. Ab 1996 war er Abgeordneter des Landtags von Baden-Württemberg, in dem er den Wahlkreis Schwäbisch Gmünd vertrat. Von 1998 bis 2005 war Scheffold finanzpolitischer Sprecher der CDU-Landtagsfraktion, von 2005 bis 2021 war er stellvertretender Fraktionsvorsitzender. Vom 24. Februar 2010 bis 12. Mai 2011 war Scheffold Staatssekretär im Finanzministerium des Landes Baden-Württemberg.
Scheffold kandidierte bei der Landtagswahl 2021 nicht erneut.

## Ämter und Funktionen
Neben seinem Amt als Politischer Staatssekretär im Finanzministerium Baden-Württemberg saß Scheffold in Gremien der e-mobil Baden-Württemberg GmbH (Mitglied des Aufsichtsrates), der Landeskreditbank Baden-Württemberg Förderbank AöR (stellv. Mitglied des Verwaltungsrates),
der Flughafen Stuttgart GmbH (Mitglied des Aufsichtsrates), der BKV Bäder- und Kurverwaltung Baden-Württemberg AöR (Mitglied des Verwaltungsrats), der Staatlichen Toto-Lotto GmbH (Vorsitzender des Aufsichtsrats), der Südsalz GmbH (Vorsitzender des Aufsichtsrats), der Baden-Airpark GmbH (Mitglied des Aufsichtsrats) und der Südwestdeutsche Salzwerke AG.